# Liste der Fließgewässer im Flusssystem der Rauhen Ebrach

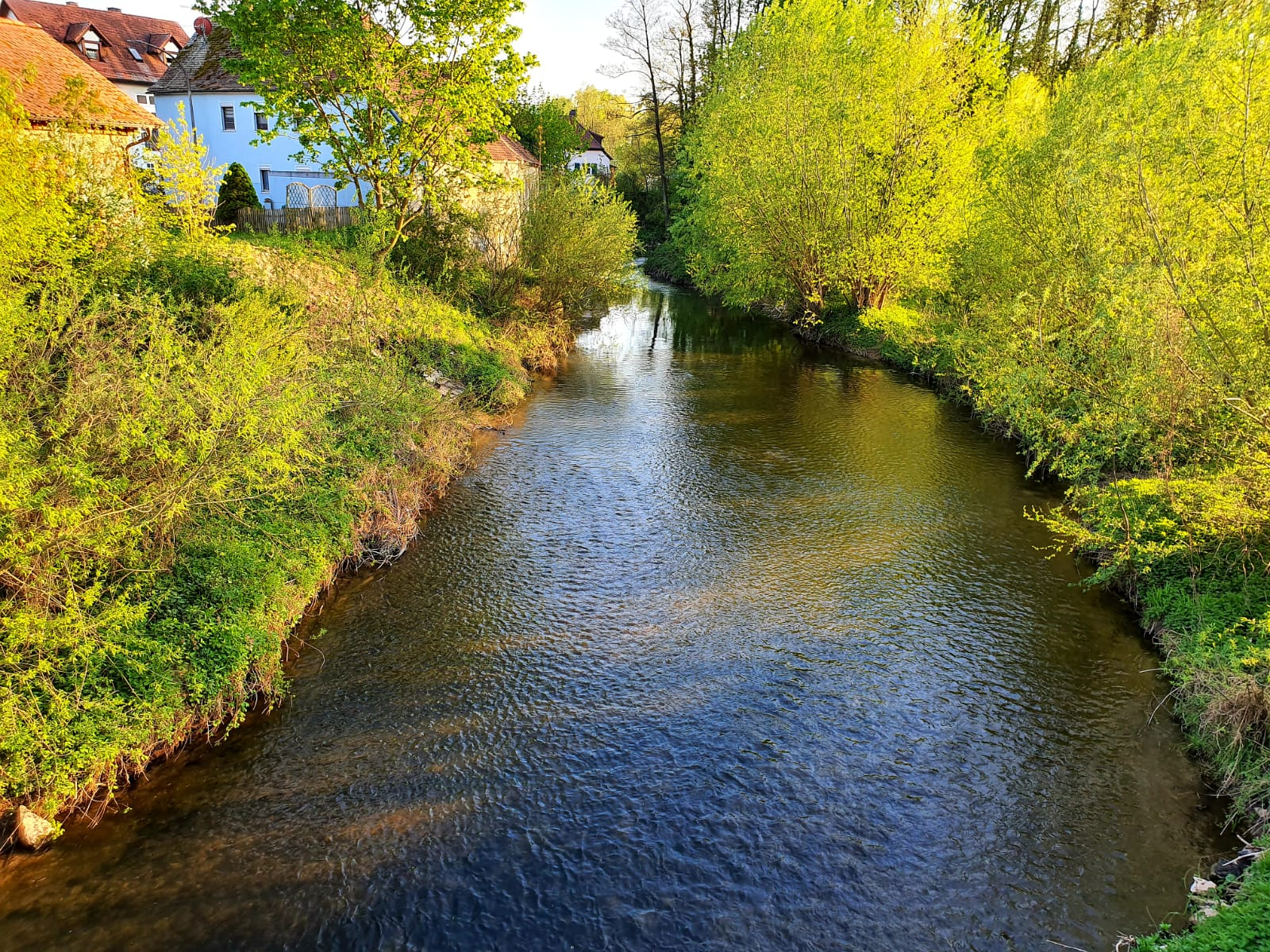
Die Rauhe Ebrach bei Pettstadt

Die Liste der Fließgewässer im Flusssystem der Rauhen Ebrach enthält alle benannten Nebenflüsse der Rauhen Ebrach, einschließlich solcher höherer Ordnung, die im BayernAtlas der Bayerischen Staatsregierung oder im Kartenservicesystem des Bayerischen Landesamts für Umwelt (LfU) verzeichnet sind. Nicht benannte Zuflüsse und Abzweigungen werden nicht berücksichtigt. Wenn sich der Name eines Gewässers nach dem Zusammenfluss zweier Abschnitte ändert, werden die Zuflüsse als eigenständige Quellbäche aufgeführt. Andernfalls wird der jeweilige Teilbereichsname in Klammern angegeben. Die Längenangaben der Flüsse werden auf eine Dezimalstelle gerundet, und die Auflistung erfolgt in flussabwärts gerichteter Reihenfolge. Die orografische Richtungsangabe bezieht sich dabei auf das jeweils übergeordnete Gewässer. Größere Teilflusssysteme mit mehr als 20 benannten Fließgewässern sind in gesonderte Listen ausgelagert (→ Flusssystem).

## Rauhe Ebrach
Die Rauhe Ebrach ist ein 47,58 km langer, westlicher Zufluss der Regnitz in Bayern. Sie entspringt im Wustvieler Forst im Naturpark Steigerwald auf 447 m ü. NHN. Der Fluss fließt zunächst ostsüdöstlich durch die Landkreise Schweinfurt, Haßberge und Bamberg. Auf ihrem Weg durchquert sie die Gemeinden Rauhenebrach, Schönbrunn im Steigerwald, Burgebrach, Frensdorf und Pettstadt. Wichtige Zuflüsse sind der Oesbach, Steinbach und die Mittlere Ebrach, ihr größter Nebenfluss. Auf etwa 240 m Höhe mündet die Rauhe Ebrach in die Regnitz bei Pettstadt. Südlich und nördlich der Mündung fließen die Reiche Ebrach und die Aurach ebenfalls in die Regnitz.

## Einzugsgebiet
Das Einzugsgebiet der Rauhen Ebrach erstreckt sich über 324,39 km² und wird durch die Regnitz, den Main und den Rhein zur Nordsee entwässert. Es liegt überwiegend im Steigerwald. Im Süden grenzt das Einzugsgebiet an das der Reichen Ebrach, die ebenfalls ein bedeutender Zufluss der Regnitz ist. Westlich schließt sich das Einzugsgebiet der Schwarzach an, die in den Main mündet, während im Nordwesten die Einzugsgebiete der Mainzuflüsse Volkach, Steinsfelder Mühlbach und Stöckigsbach angrenzen. Im Norden reicht das Einzugsgebiet bis zur Aurach, die ebenfalls in die Regnitz mündet.
Die höheren Randbereiche des Einzugsgebiets, vor allem im Steigerwald, sind dicht bewaldet und prägen das Landschaftsbild. In den tieferen Lagen und Tälern dominieren landwirtschaftliche Nutzflächen und kleinere Siedlungen, die die Region wirtschaftlich und kulturell prägen. Die größte Erhebung im Einzugsgebiet ist der Euerberg mit 491 m ü. NHN, der sich im Nordwesten des Einzugsgebiets befindet und als markanter Punkt im Landschaftsprofil herausragt.

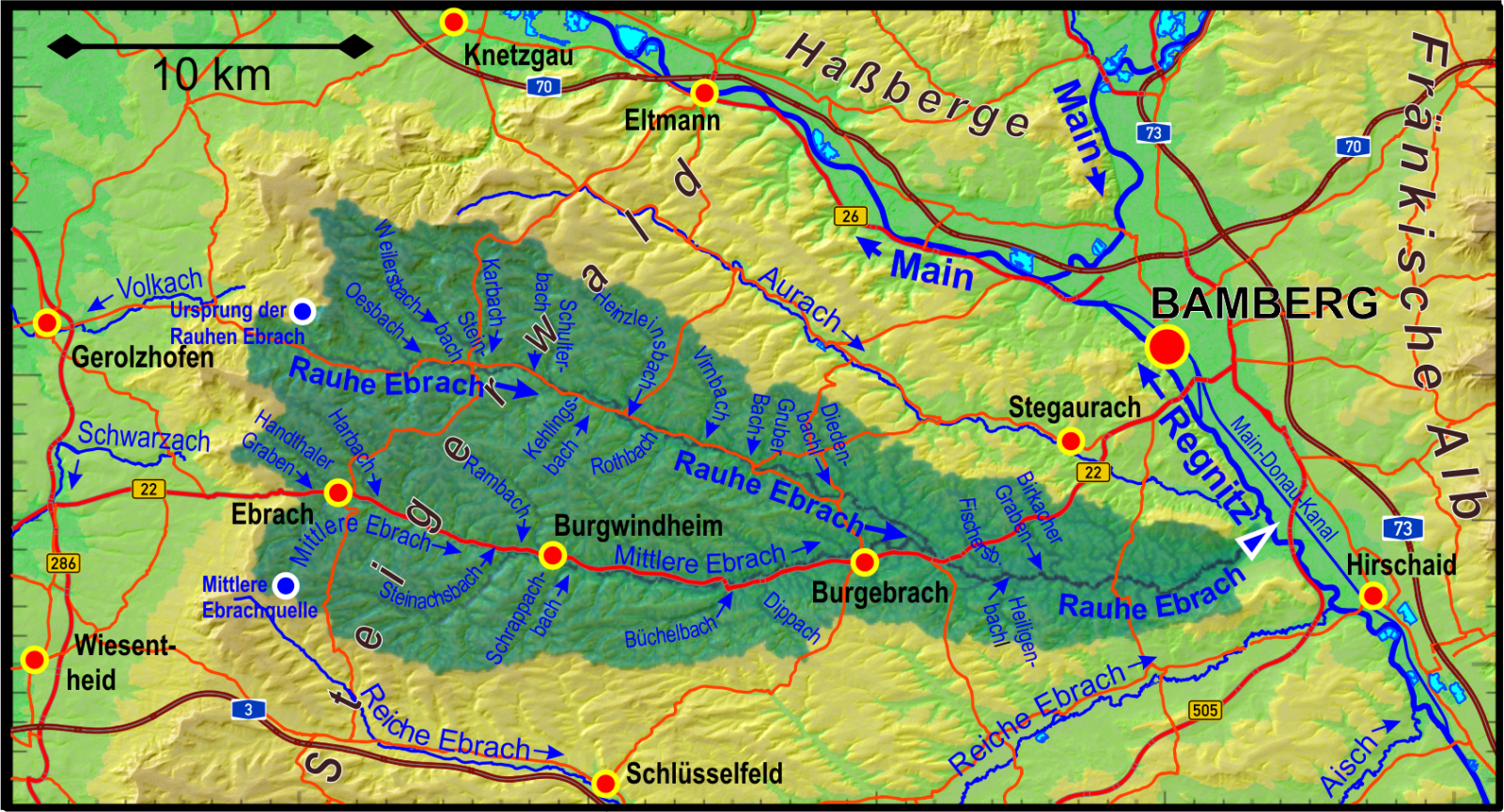
Einzugsgebiet der Rauhen Ebrach

## Zuflüsse

### Tabelle der langen direkten Zuflüsse
Diese Tabelle führt die über 3,0 km langen direkten Zuflüsse mit ihren Kenngrößen auf, sie ist insofern ein Auszug aus der folgenden → Liste der direkten und indirekten Zuflüsse der Rauhen Ebrach. Nachweise wie dort.
Zum Vergleich auch die entsprechenden Werte der Rauhen Ebrach selbst.
| Name             | GKZ    | Lage   | Länge in km | EZG in km² | Mündungshöhe in m ü. NHN | Mündung                                           |
| ---------------- | ------ | ------ | ----------- | ---------- | ------------------------ | ------------------------------------------------- |
| Oesbach          |        | links  | 04,2        | 003,6      | 313                      | nördlich von Wustviel                             |
| Steinbach        |        | links  | 09,5        | 022,6      | 304                      | östlich von Untersteinbach                        |
| Schulterbach     |        | links  | 06,3        | 009,7      | 294                      | südlich von Theinheim                             |
| Erlenbach        |        | rechts | 03,6        | 005,9      | 291                      | zwischen Theinheim und Falsbrunn                  |
| Heinzleinsbach   |        | links  | 05,7        | 010,1      | 283                      | in Prölsdorf                                      |
| Virnbach         |        | links  | 03,9        | 005,4      | 276                      | zwischen Zettmannsdorf und Oberneuses             |
| Lindachsbach     |        | rechts | 04,5        | 003,9      | 275                      | zwischen Oberneuses und Schönbrunn im Steigerwald |
| Dietenbächlein   |        | links  | 03,6        | 004,1      | 266                      | zwischen Ampferbach und Dietendorf                |
| Mittlere Ebrach  | 242942 | rechts | 29,7        | 134,0      | 261                      | östlich von Burgebrach                            |
| Sauerwiesgraben  |        | links  | 04,2        | 004,5      | 258                      | zwischen Ober- und Unterharnsbach                 |
| Fischersbach     |        | links  | 03,1        | 003,7      | 258                      | zwischen Ober- und Unterharnsbach                 |
| Birkacher Graben |        | rechts | 04,0        | 006,0      | 253                      | südlich von Vorra                                 |
| Rauhe Ebrach     | 24294  | n. a.  | 47,3        | 324,4      | 240                      | östlich von Pettstadt                             |

### Liste der direkten und indirekten Zuflüsse der Rauhen Ebrach
Direkte und indirekte Zuflüsse der Rauhen Ebrach, jeweils von der Quelle zur Mündung, mit Gewässername, Länge in Kilometer (km), Einzugsgebiet in Quadratkilometern (km²), Mündungsort mit Koordinaten und Mündungshöhe in Normalhöhennull (NHN). Gewässerlänge und Einzugsgebiet wurden mit nur zwei Ausnahmen – die Rauhe Ebrach selbst mit amtlicher Gewässerkennzahl (GKZ) 24294 und die Mittlere Ebrach mit GKZ 242942, für welche beide allein das amtliche Gewässerverzeichnis entsprechende Werte angibt – auf dem BayernAtlas abgemessen, sie müssen nicht auf die angegebene Nachkommastellenzahl genau sein. Die Mündungshöhe wurden auf der amtlichen topographischen Karte abgefragt. Es sind nur direkte und indirekte Zuflüsse mit ausgewiesenem Namen aufgeführt. 
- Dürrangenbach (links), 0,85 km und 0,22 km², mündet  nördlich von Waldschwind auf 339 m ü. NHN
- Vogeltränkbach (links), 0,87 km und 0,31 km², mündet  nordöstlich von Waldschwind auf 333 m ü. NHN
- Mönchsholzbach (rechts), 1,35 km und 0,69 km², mündet  westlich von Geusfeld auf 327 m ü. NHN
- Spreubach (rechts), 2,15 km und 2,00 km², mündet  südlich von Geusfeld auf 320 m ü. NHN
- Oesbach (links), 4,26 km und 3,58 km², mündet  nördlich von Wustviel auf 313 m ü. NHN
- Seitzbach (rechts), 2,50 km und 2,83 km², mündet  am Ortsende von Wustviel auf 313 m ü. NHN
- Schmerbach (rechts), 2,21 km und 2,79 km², mündet  südlich von Untersteinbach auf 306 m ü. NHN
- Steinbach (links), 9,49 km und 22,57 km², mündet  östlich von Untersteinbach auf 304 m ü. NHN
  - Weilersbach (rechter Oberlauf), 7,64 km und 9,37 km², mündet  zwischen Ober- und Untersteinbach auf 316 m ü. NHN
    - Ochsengraben (links), 0,63 km und 0,26 km², mündet  im Naturschutzgebiet Weilersbachtal auf 349 m ü. NHN

  - Erlesbach (linker Oberlauf), 5,00 km und 5,16 km², mündet  zwischen Ober- und Untersteinbach auf 316 m ü. NHN
  - Karbach (links), 5,63 km und 7,00 km², mündet  östlich von Untersteinbach auf 306 m ü. NHN
- Schulterbach (links), 6,26 km und 9,69 km², mündet südlich von Theinheim auf 294 m ü. NHN
  - Hirschbrunnenbach (rechts), 1,39 km und 1,00 km², mündet  südwestlich von Fatschenbrunn auf 336 m ü. NHN
- Erlenbach (rechts), 3,62 km und 5,89 km², mündet  zwischen Theinheim und Falsbrunn auf 291 m ü. NHN
  - Pelzgraben (rechts), 0,93 km und 0,59 km², mündet  in Koppenwind auf 322 m ü. NHN
- Kehlingsbach (rechts), 2,56 km und 2,95 km², mündet  zwischen Falsbrunn und Prölsdorf auf 287 m ü. NHN
- Forstgraben (rechts), 1,68 km und 0,99 km², mündet  zwischen Falsbrunn und Prölsdorf auf 284 m ü. NHN
- Heinzleinsbach (links), 5,77 km und 10,05, mündet  in Prölsdorf auf 283 m ü. NHN
  - Fürstenbach (links), 1,22 km und 1,45 km², mündet  nördlich von Fürnbach auf 329 m ü. NHN
  - Sponselgraben (links), 0,93 km und 0,64 km², mündet  nördlich von Fürnbach auf 328 m ü. NHN
  - Hoffmannsbach (links), 0,99 km und 1,26 km², mündet  östlich von Fürnbach auf 320 m ü. NHN
- Rothbach (rechts), 2,55 km und 1,85 km², mündet  zwischen Prölsdorf und Halbersdorf auf 280 m ü. NHN
- Ziegeläckergraben (links), 0,97 km und 1,21 km², mündet  zwischen Halbersdorf und Zettmannsdorf auf 280 m ü. NHN
- Leiberstattbach (rechts), 2,97 km und 2,75 km², mündet  gegenüber von Zettmannsdorf auf 277 m ü. NHN
- Virnbach (links), 3,98 km und 5,37 km², mündet  zwischen Zettmannsdorf und Oberneuses auf 276 m ü. NHN
- Lindachsbach (Lindachbächlein[2]) (rechts), 4,45 km und 3,94 km², mündet  zwischen Oberneuses und Schönbrunn auf 275 m ü. NHN
- Gruber Bach (links), 2,73 km und 3,27 km², mündet  in Schönbrunn im Steigerwald auf 273 m ü. NHN
- Dietenbächlein (links), 3,65 km und 4,02 km², mündet  zwischen Ampferbach und Dietendorf auf 266 m ü. NHN
- Gailersbach (links), 2,65 km und 1,98 km², mündet zwischen Ampferbach und Grasmansdorf auf 265 m ü. NHN
- Eschenbach (links), 2,83 km und 3,17 km², mündet  zwischen Ampferbach und Grasmannsdorf auf 264 m ü. NHN
- Mittlere Ebrach (rechts), 29,74 km und 134,0 km², mündet  östlich von Burgebrach auf 261 m ü. NHN → Flusssystem
- Sauerwiesgraben[3] (links), 4,20 km und 4,49 km², mündet  zwischen Ober- und Unterharnsbach auf 258 m ü. NHN
- Fischersbach (links), 3,13 km und 3,65 km², mündet  zwischen Ober- und Unterharnsbach auf 258 m ü. NHN
- Heiligenbachl (rechts), 2,64 km und 3,45 km², mündet  östlich von Stappenbach auf 256 m ü. NHN
- Birkacher Graben (links), 4,07 km und 5,96 km², mündet  am Südrand von Vorra auf 253 m ü. NHN
- Reutherseegraben (links), 2,13 km und 4,00 km², mündet  nördlich von Frensdorf auf 251 m ü. NHN
- Seebach (rechts), 1,14 km und 4,14 km², mündet  nördlich von Frensdorf auf 250 m ü. NHN